# Nurscia albomaculata
Nurscia albomaculata är en spindelart som först beskrevs av Lucas 1846.  Nurscia albomaculata ingår i släktet Nurscia och familjen stenspindlar. Inga underarter finns listade i Catalogue of Life.